# Емпедокле
Емпедокле (грч. Ἐμπεδοκλῆς, око 490—430. п. н. е.) био је антички филозоф и грађанин Агригента, грчке колоније на Сицилији.
Емпедоклова филозофија је најпознатија по космолошкој теорији да су четири основна елемента створила свет — земља, ваздух, ватра и вода. Такође је тврдио да постоје силе Љубави и Мржње које их спајају и раздвајају. Под утицајем питагорејаца, заступао је учење о реинкарнацији.

## Биографија
Емпедокле је рођен око 490. п. н. е. у Агригенту на Сицилији у угледној породици. Мало је познато о његовом животу. Сматра се да је његов отац учествовао у збацивању тиранина Агригента око 470. п. н. е. Емпедокле је касније и сам узимао учешћа у политичком животу свога града; био је изврстан говорник, а сматра се да је био и вођа демократске странке. Постоји прича да је изгнан из питагорејског реда због „крађе Питагориних расправа”
Као изврсног познаваоца природе га је пратио глас о поседовању натприродних моћи — да је чаробњак и госпорад олује. Једини његов ученик који се спомиње је софиста Горгија. Постоји извештај о његовом путовању на Пелепонез и поштовању које му је тамо указано. Такође се помиње и његово путовање на исток у земљу мага (Персија).
Према Аристотелу, умро је у шездесетој години (око 430. пне) иако неки аутори помињу да је живео сто девет година. Његова смрт је постала предмет бројних легенди, од којих је најпознатија да је скочио у кратер Етне како би људе навео да верују да је отишао на небо и да га због тога треба поштовати као бога. Међутим, Диоген, који детаљно наводи ову причу, коментарише да се „Тимај противи свим овим причама, јасно казујући да је Емпедокле отишао на Пелопонез, и да се уопште није враћао, па да је отуда начин његове смрти непознат”.

## Учење

### Четири елемента
Емпедокле је заступао класично грчко филозофско становиште да нешто не може да настане из ничега, нити нешто може да пређе у ништа. Следствено томе, материја је без почетка и без краја; она је неуништива. Али због промена у природи, Емпедокле је закључио да ствари као целине настају и нестају, али су састављене од честица, које су неуништиве. Емпедокле је сматрао да једна врста твари не може да пређе у другу, већ да постоје „нерођени састојци” (ἀγένητα στοιχεῖα, фр. 7) односно основни елементи — земља, ваздух, ватра и вода, које својим мешањем формирају све ствари. Основне честице се спајају и раздвајају захваључући физичким силама Љубави и Мржње, које делују свуда у свемиру.

### Космогонија
Према Емпедоклу, развој свемира је кружан процес који пролази кроз периодичне циклусе. На почетку су сви елементи били заједно помешани. Љубав је била управљачко начело, а целина се назива „блажени бог”. Мржња се налазила с краја ове сфере, а када је продрла унутар ње, започео је процес раздвајања. Раздвајање постаје потпуно када се све честице воде, ватре, ваздуха и земље групишу понаособ. Мржња тада влада неограничено. Међутим, онда Љубав почиње изнова да делује, све док се основне честице понове не помешају као што су биле на почетку. Емпедокле је сматрао да је тадашње космолошко раздобље на пола пута између савршеног јединства првобитне сфере и потпуне разједињености основних елемената.

### Теорија сазнања
Емпедокле сматра да приликом чулног опажања долази до сусрета између једног елемента у нама и сличног елемента изван нас.

### Реинкарнација
Учење препорађању Емпедокле излаже у песми „Очишћења” у којој каже:
„Јер ја сам једном већ био
и дечак и девојчица, грм и птица,
и нема риба што се прћака у мору”.
/Фраг. 117./

## Списи
Познато је да је Емпедокло написао два дела:
- О природи (Περὶ φύσεως) и
- Очишћења (Καθαρμοι).